# Грабский, Мацей Владислав
Мацей Владислав Грабский (пол. Maciej Władysław Grabski; 20 июня 1934 года, Грабково, Польша — 12 февраля 2016 года, Варшава, Польша) — польский учёный в области металлургии, профессор технических наук, член-корреспондент Польской академии наук.

## Биография
Родился в родовом владении Грабково в Голомбках (сейчас дзельница Урсус в Варшаве). Образование получил на Механико-технологическом факультете Варшавской политехники. В 1959 году стал сотрудником кафедры металловедения этого ВУЗа. В 1967 году защитил докторскую диссертацию. В 1969—1970 году проходил научную стажировку в британском Кембриджском университете. Хабилитацию прошёл в 1973 году. В 1979 году получил степень профессора технических наук. С 1989 года ординарный профессор.
В 1991 году стал членом-корреспондентом Польской академии наук. В 1981—1987 директор института материаловедения Варшавской политехники. В 1981-87 и 1991—1996 годах член сената этого ВУЗа. Член сенатских и ректорских комиссий и комитетов. В 2005 году вышел на пенсию.
Опубликовал множество работ по материаловедению и материалообработке. В основном занимался дефектами кристаллов и их влиянием на свойства металлов, а также стабильностью микроструктур.
В 1991—1994 годах руководил собранием в Комитете научных исследований ПАН, а в 1994—1997 вице-президент комиссии этого комитета. Был членом группы по научной этике при министре науки (2000—2008, с 2004 председатель). С 2011 года и до смерти руководил комиссией научной этики ПАН. В 1992—2005 годах Фонда по делам польской науки.
Входил в состав комитета поддержки Бронислава Коморовского на президентских выборах 2010 и 2015 годов.
Жил в Голомбках. Скончался 12 февраля 2016 года. Похоронен в семейном склепе на Старых Повонзках.

## Награды и титулы
- Командорский, офицерский и кавалерский кресты ордена Polonia Restituta.
- Большой крест ордена «За заслуги перед Федеративной Республикой Германия».
- Награда Польской академии знаний имени Эразма и Анны Ермановских.
- доктор honoris causa Варшавской политехники и Краковской горно-металлургической академии.

## Семья
- Дед со стороны отца — Владислав Доминик Грабский (1874—1938) — премьер-министр Польши
- Дед со стороны матери — Станислав Войцеховский (1869—1953) — президент Польши
- Отец — Владислав Ян Грабский[пол.] (1901—1970) — писатель
- Мать — Зофья Войцеховская-Грабская (1905—1992) — художница
- Жена — Хелена Грабская (девичья фамилия Новаковская) (1933—2009)
- Дети:
Малгожата Мария Кидава—Блоньска (род. 1957) — политик, маршал Сейма
Яцек Мацей Грабский